# Alpine A110-50
De Alpine A110-50 is een conceptwagen van Renault uit 2012 die gebouwd werd ter herdenking van de 50e verjaardag van de Alpine A110 uit 1962. Deze racewagen debuteerde in Monaco waar Renaults COO Carlos Tavares er vier ronden op het Circuit de Monaco mee racete.
De Alpine A110-50 heeft een buizenframe met een carrosserie van koolstofvezel en een middenmotor. De wagen is gebouwd op hetzelfde platform als de Sport Mégane Trophy-racewagen. Omdat de hoogte van de A110-50 lager is dan die van de Mégane Trophy, werden de rolkooi en de versteviging in de motorruimte verlaagd in de werkplaats van Tork Engineering. De hele auto weegt slechts 880 kg en heeft een gewichtsverdeling van 47,8% voor en 52,2% achter.

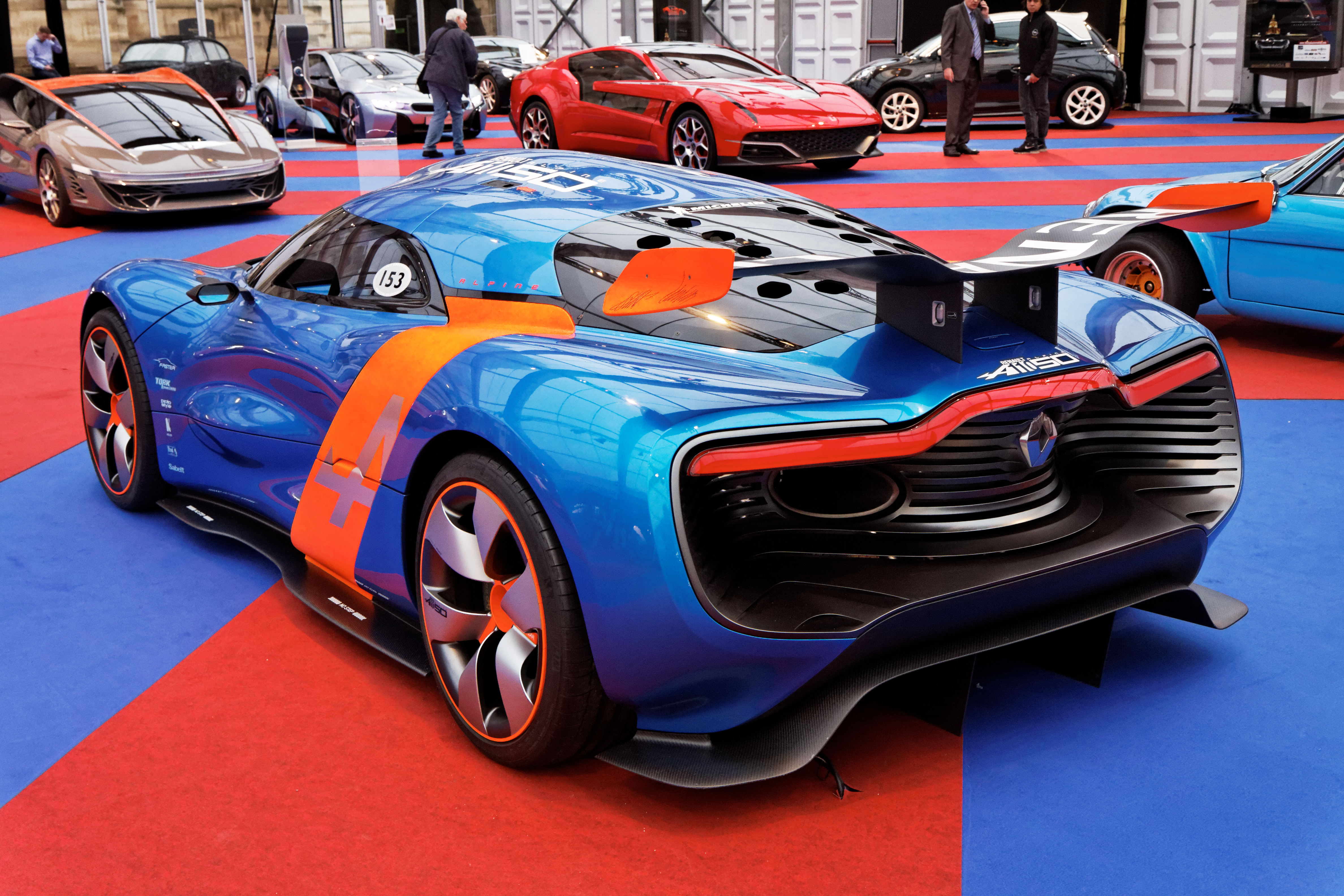
achteraanzicht

De wagen wordt aangedreven door een 400 pk sterke atmosferische variant van de 3,5-liter Renault-Nissan VQ-motor uit de Mégane Trophy. Het inlaatspruitstuk wordt gevoed door een op het dak gemonteerde luchtinlaat die de vermogensband van de motor verbreedt, met extra pk's bij alle motortoerentallen.
De frontsplitter en achterdiffusor van de A110-50 genereren een grondeffect en nemen een derde van de neerwaartse kracht van de auto voor hun rekening, terwijl de andere voor twee derde afkomstig is van de achtervleugel. De carrosserie kan met behulp van een geïntegreerd pneumatisch systeem opgekrikt worden voor eenvoudiger onderhoud. Het stuur is voorzien van een kleurenscherm en maakt gebruik van dezelfde technologie als een Formule Renault 3.5 eenzitsraceauto. De A110-50 heeft een verstelbare ophanging met dubbele draagarmen met Sachs-dempers. De wagen maakt gebruikt van een semi-automatische sequentiële zesversnellingsbak, die in lengterichting achter de motor gemonteerd is en beschikt over een mechanisch sperdifferentieel.
Ontwerper Yann Jarsalle en Concept en Show Car Director Axel Breun baseerden de A110-50 op het ontwerp van de Renault DeZir-conceptauto, maar verwerkten verschillende ontwerpelementen van de originele A110, waaronder halfronde extra koplampen met geel getinte LED-verlichting, luchtinlaten aan elke kant die refereren aan de kanalen op de achterste wielkasten van de Berlinette en een carrosserie in een moderne versie van het kenmerkende Alpine-blauw. De aerodynamische carrosserie is ontworpen met behulp van een proces dat computationele vloeistofdynamica wordt genoemd. De relatie met de DeZir is duidelijk te zien in het ontwerp, met uitzondering van de elektromotor en vlinderdeuren.